# MRPL41
MRPL41 (англ. Mitochondrial ribosomal protein L41) – білок, який кодується однойменним геном, розташованим у людей на короткому плечі 9-ї хромосоми. Довжина поліпептидного ланцюга білка становить 137 амінокислот, а молекулярна маса — 15 383.
| 10         |  | 20         |  | 30         |  | 40         |  | 50         |
| ---------- |  | ---------- |  | ---------- |  | ---------- |  | ---------- |
| MGVLAAAARC |  | LVRGADRMSK |  | WTSKRGPRSF |  | RGRKGRGAKG |  | IGFLTSGWRF |
| VQIKEMVPEF |  | VVPDLTGFKL |  | KPYVSYLAPE |  | SEETPLTAAQ |  | LFSEAVAPAI |
| EKDFKDGTFD |  | PDNLEKYGFE |  | PTQEGKLFQL |  | YPRNFLR    |  |            |

A: Аланін

C: Цистеїн

D: Аспарагінова кислота

E: Глутамінова кислота

F: Фенілаланін

G: Гліцин

I: Ізолейцин

K: Лізин

L: Лейцин

M: Метіонін

N: Аспарагін

P: Пролін

Q: Глутамін

R: Аргінін

S: Серин

T: Треонін

V: Валін

W: Триптофан

Кодований геном білок за функціями належить до рибонуклеопротеїнів, рибосомних білків. 
Задіяний у таких біологічних процесах, як апоптоз, клітинний цикл. 
Локалізований у мітохондрії.